# Ziua Tratatului de la Trianon
Ziua Tratatului de la Trianon este o sărbătoare publică în România sărbătorită în fiecare 4 iunie pentru a sărbatori semnarea Tratatului de la Trianon în 1920. Sărbătoarea a fost propusă pentru prima dată în 2015 de politicianul român Titus Corlățean și ulterior promulgată la 18 noiembrie 2020 de președintele Klaus Iohannis.
Potrivit legii care a promulgat sărbătoarea, de Ziua Tratatului de la Trianon pot fi organizate evenimente culturale, educaționale și științifice atât la nivel local, cât și național pentru a crește gradul de conștientizare a tratatului și a semnificației și importanței acestuia. Civilii, precum și organizațiile și autoritățile locale sau centrale pot sprijini astfel de evenimente prin sprijin material și logistic. Televiziunea Română și Societatea Română de Radiodifuziune au permisiunea de a difuza programe legate de respectarea respectării. În 2022, cu ocazia Zilei Tratatului de la Trianon, opera lui Giuseppe Nicolini it⁠(Traiano in Dacia)[in Dacia&page=it&targettitle=it traduceți] a avut debutul în România la Opera Națională Română, Cluj-Napoca.
Sărbătoarea a stârnit răspunsuri negative din partea comunității maghiare din România și a Ungariei. S-a susținut că decizia României de a promulga sărbătoarea sa datorat stabilirii anterioare a zilei de 4 iunie în Ungaria drept „ Ziua unității naționale ” și pentru a susține sentimentele anti-maghiare. Pe de altă parte, Corlățean, care a propus legea votată de Parlamentul României, a declarat pentru BBC : „Nu înțeleg de ce românii ar trebui să se sfiească să marcheze ceea ce a fost fundamental pentru istoria lor, pentru că noi nu vrem să jigneste pe oricine”.

## Context
La sfârșitul Primului Război Mondial, armata maghiară a fost dezarmată la 2 noiembrie 1918, iar Austro-Ungaria a semnat armistițiul la 3 noiembrie 1918, care a pus capăt războiului dintre Aliați și Puterile Asociate și Austro-Ungaria. Regatul României a reintrat în război de partea Aliaților la 10 noiembrie 1918, cu o zi înainte de încheierea Primului Război Mondial, armata română a preluat controlul asupra Transilvaniei începând cu 13 noiembrie 1918, ceea ce a marcat începutul Războiului româno-ungar. Marea Adunare Națională de la Alba Iulia a declarat unirea cu Regatul României la 1 decembrie 1918. Ca răspuns, o Adunare Generală Maghiară la Kolozsvár (azi Cluj în România), cel mai important oraș maghiar din Transilvania, reafirmă loialitatea maghiarilor din Transilvania către Ungaria la 22 decembrie 1918. Tratatul de la Trianon a fost semnat în Franța la 4 iunie 1920 între Ungaria și Aliați (inclusiv Regatul României). Drept urmare, Transilvania, Maramureș, precum și părți din Banat și Crișana, au fost recunoscute oficial ca parte a Regatului României. Pe baza datelor recensământului din 1910, în zona care era desprinsă de Regatul Ungariei de Regatul României locuiau 2.819.467 de români, 1.658.045 de maghiari și 550.964 de sași. În ciuda ideii de „autodeterminare a popoarelor” a Aliaților, un singur plebiscit a fost permis ( plebiscitul Sopron între Austria și Ungaria) pentru a stabili granițele Regatului Ungariei. Prin Tratatul de la Trianon, Ungaria a pierdut 31% din populația sa etnică maghiară (3,3 milioane de maghiari) și 72% din teritoriile sale istorice în fața Austriei, Cehoslovaciei, Regatului Sârbilor, Croaților și Slovenilor, Poloniei și Regatului României.